# Music S.T.A.R.T!!
- ラブライブ! > μ's > Music S.T.A.R.T!!
- ラブライブ! > ラブライブ!のディスコグラフィ > Music S.T.A.R.T!!

「Music S.T.A.R.T!!」（ミュージックスタート）は、μ'sの楽曲。同グループの6thシングルとして2013年11月27日にLantisから発売された。センターは、第5回総選挙の結果により西木野真姫が務めている。CDには楽曲とボイスドラマを、DVDには「Music S.T.A.R.T!!」のプロモーションビデオ、BDにはそれに加え、約10分のラブライブ!新作OVAを収録している。

## 概要
前作から約8か月ぶり、5thシングル「Wonderful Rush」からは1年3か月ぶりとなる6thシングル。シングルとしては初の3種リリースで、PVを収録したDVDが付属するDVD付通常盤、PVに加え、新作OVAを収録したブルーレイが付属するBD付通常盤、さらに「360°描き下ろし！パノラマスリーブ」と「音ノ木坂学院通学セット」が付録するBD付超豪華盤の3バージョンが発売された。
初回生産分には「μ'sとあなたの遊園地デートカード」1枚（全9種）がランダムで封入されている。また、法人特典として、アニメイト・ゲーマーズ・コミックとらのあなで購入すると、数量限定のアナザージャケットが商品1つにつき、1枚付属する。
ジャケットイラストは2013年10月27日に公開された。
キャッチコピーは「私たちμ'sと、あなたの、終わらないパーティ! 始まるよ!」。

## チャート成績
11月26日付のオリコンデイリーランキングでは6位にランクイン。その後、27日付では4位に順位を上げ、30日付では当時自身最高記録の3位にランクインした。12月9日付のオリコン週間ランキングでは5位にランクイン。初週で3.7万枚を売り上げ、『ラブライブ！』関連シングルでは当時として最高売上を記録した。また、ビルボードのHot Animationにおいても1位を獲得した。
登場14週目で累計5万枚を突破した。

## 収録曲
収録内容におけるボーカル曲は太字、ボイスドラマパートは▲印で表記する。
- CD
（全作詞：畑亜貴）
  1. Music S.T.A.R.T!! [4:57]
    - 作曲・編曲：山口朗彦
    - 文化放送「RADIOアニメロミックス ラブライブ！〜のぞえりRadio Garden〜」オープニングテーマ

  2. LOVELESS WORLD [5:18]
    - 作曲：山田高弘、編曲：河田貴央

  3. Music S.T.A.R.T!! (Off Vocal) [4:57]
  4. LOVELESS WORLD (Off Vocal) [5:18]
  5. 行こう行こう♪ 雪の国へ▲ [17:51]
  6. ゲレンデでサバイバル!?▲ [16:24]
  7. 危ない!? イン・マイ・ドリーム▲ [23:05]
    - 原案：公野櫻子、脚本：子安秀明、出演：μ's
- BD
  1. 新作OVA
  2. Music S.T.A.R.T!!
- DVD
  1. Music S.T.A.R.T!!

## OVA・PVスタッフ
- 企画 - サンライズ
- 原作 - 矢立肇
- 原案 - 公野櫻子
- 脚本・絵コンテ・演出・監督 - 京極尚彦
- ライブパート演出 - 臼井文明
- キャラクターデザイン・総作画監督 - 室田雄平
- デザインワークス - 西田亜沙子
- 作画監督 - 寺尾憲治、重国勇二、川島尚、鎌田祐輔
- 美術監督 - 前田有紀
- セットデザイン - 高橋武之
- 色彩設計 - 横山さよ子
- CGプロデューサー - 松野美茂、杉村克之
- CGアニメーション - フレームワークス・エンターテインメント
- 撮影監督 - 葛山剛士
- 編集 - 今井大介
- 音響監督 - 長崎行男
- 音楽制作 - ランティス
- 音楽プロデューサー - 伊藤善之、木皿陽平
- 音楽 - 藤澤慶昌
- プロデューサー - 平山理志、櫻井優香、高野希義
- 振付 - 石川ゆみ（STARDUST）
- 製作 - プロジェクトラブライブ!（サンライズ、ランティス、KADOKAWA アスキー・メディアワークスBC）

## 収録アルバム
| 曲名              | アルバム                                    | 発売日        | 備考           |
| ----------------- | ------------------------------------------- | ------------- | -------------- |
| Music S.T.A.R.T!! | 『μ's Best Album Best Live! Collection II』 | 2015年5月27日 | ベストアルバム |
| LOVELESS WORLD    | 『μ's Best Album Best Live! Collection II』 | 2015年5月27日 | ベストアルバム |